# Кристон Коль
Кристон Коль — персонаж мира, созданного американским писателем Джорджем Мартином в саге «Песнь льда и огня». Лорд-командующий Королевской гвардии Вестероса, приближённый короля Эйегона II, один из лидеров партии «зелёных» в Пляске Драконов. Герой ряда книг Мартина и сериала «Дом Дракона». Предполагаемый исторический прототип Коля — Ричард Невилл, 16-й граф Уорик.

## Биография
Согласно Джорджу Мартину, Кристон Коль происходил из Дорнийских Марок и был незнатным человеком. Он обратил на себя внимание королевского двора благодаря серии побед на турнирах и в 105 году от Завоевания Эйегона, в возрасте 23 лет, стал рыцарем Королевской гвардии, а в 112 году — лордом-командующим. Долгое время сир Кристон был верным слугой наследницы престола Рейениры, но после её выхода замуж за Лейнора Велариона (сына лорда Дрифтмарка Корлиса) стал её злейшим врагом. Он примкнул к партии «зелёных», отстаивавшей права на престол принца Эйегона Старшего — сына короля Визериса и его второй жены Алисент Хайтауэр.
После смерти Визериса в 129 году Коль организовал коронацию Эйегона, а единственного из членов Королевского совета, который заявил протест, собственноручно убил. Началась гражданская война, известная как Пляска Драконов; именно сир Кристон стал виновником этой войны в глазах жителей Вестероса. Он был назначен новым королевским десницей вместо Отто Хайтауэра и вместе с принцем Эйемондом возглавил армию, двинувшуюся в Речные Земли. Там Коль погиб в бою.

## В культуре
Кристон Коль стал персонажем повести Джорджа Мартина «Принцесса и королева» и его же псевдохроник «Мир льда и пламени» и «Пламя и кровь». Он появляется в сериале «Дом Дракона», где его сыграл Фабьен Франкель.
Предполагаемый исторический прототип Коля — Ричард Невилл, 16-й граф Уорик, заслуживший прозвище «Делатель королей».